# Ardisia meonobotrys
Ardisia meonobotrys är en viveväxtart som beskrevs av Karl Moritz Schumann. Ardisia meonobotrys ingår i släktet Ardisia och familjen viveväxter. Inga underarter finns listade i Catalogue of Life.